# Selee
El selee (o santrokofi) és la llengua kwa pròpia dels santrokofis que tenen el territori al nord-est d'Ahenkro, a la regió Volta, al sud-est de Ghana. Hi ha entre 11.300 (2003) i 15.000 (joshuaproject) parlants de selee. El seu codi ISO 639-3 és snw i el seu codi al glottolog és sele1249.

## Família lingüística
Segons l'ethnologue, el selee és una llengua que està juntament amb el lelemi, el siwu i el sekpele en un subgrup de les llengües lelemis que són del grup de les llengües potou-tanos, que són llengües nyos, que al seu temps formen part de la família de les llengües kwa, que formen part de la gran família de les llengües nigerocongoleses.

## Geolingüística i pobles veïns
El territori selee està situat a les poblacions de Benua, Bume i Gbodome, al nord-est d'Ahenkro, a la regió Volta, al sud-est de Ghana. Segons el peoplegroups, està situat just al costat occidental de la ciutat de Hohoé.
Segons el mapa lingüístic de Ghana de l'ethnologue els selees tenen com a veïns els ewes al sud, els nkonyes a l'oest i els siwus al nord i a l'est.

## Sociolingüística, estatus i ús de la llengua
El selee és una llengua desenvolupada (EGIDS 5): Està estandarditzada té literatura i gaudeix d'un ús vigorós per persones de totes les edats i generacions tant en la llar com en societat en tots els àmbits tot i que no és totalment sostenible. Té un gran contacte amb l'ewe. Menys de l'1% de santrokofis estudien el selee com a primera llengua i entre el 5 i el 155 ho fan com a segona llengual. Des del 1998 el selee te gramàtica i s'escriu en alfabet llatí.